# Skeppssättningen i Södra Ugglarp
Skeppssättningen vid Södra Ugglarp i Bonderups socken i Lunds kommun är efter Ale stenar Skånes största bevarade av sin typ från den yngre järnåldern. Den mäter 39 meter i längd och är i sin största bredd ca 10 meter. Fornlämningen är uppbyggd av 39 resta stenar och den ligger orienterad i öster – väster. Fornlämningen ska ha renoverats vid mitten av 1800-talet. Vid denna tid fanns det ytterligare fyra stensättningar på gårdens ägor. 1952 lät stenhuggaren E. Johansson från Dalby resa sju av stenarna i skeppets södra långsida vilka hade fallit omkull. På lantmäterikarta från 1767 benämns skeppssättningen för ”Giättagraven”. 
Under sin skånska resa 1749 besökte Carl von Linné platsen. Han skrev: 
| ” | Ularp. Stenar till 40 stycken, uppreste och lagde i en oval av 57 steg i längden och 14 i bredden, vardera 1 eller 2 alnar höga, stodo invid Ularps gård och norr om gården. Denna stenovalen liknade ganska mycket Odens flisa på Öland. | „ |